# Signe Bro
Signe Bro (født 5. marts 1999) er en dansk konkurrencesvømmer, der har deltaget i OL 2020 (afholdt i 2021). Signe Bros søster, Sarah Bro, har også været svømmer og deltog i OL 2016.
Bro koncentrerede sig tidligt om de korte fri svømningsdiscipliner, og hun var med til at vinde guld ved junior-VM i 2016 i 4x100 m fri. Hun var også med til at vinde EM-bronze i samme disciplin i 2018, og i 2021 var hun i finalen i 100 m fri ved EM på langbane. Hun klarede kravet for at komme med til OL 2020 og sikrede sig udtagelsen ved et stævne i marts 2021, hvor hun svømmede 100 m fri i 53,83 sekunder.
Ved OL i Tokyo stillede hun først op som en del af det danske hold i 4x100 m fri. Her kvalificerede Danmark sig til finalen ved at blive nummer tre i sit indledende heat i tiden 3.35,56 minutter. I finalen svømmede danskerne en anelse langsommere i tiden 3.35,70 og endte som nummer otte. Hun stillede også op i 100 m fri individuelt, og med tiden 53,54 sekunder i sit indledende heat, kvalificerede hun sig til semifinalen. Her svømmede hun i 53,55 sekunder, hvilket rakte til en sjetteplads, men ikke en finaleplads.